# NGC 361
NGC 361 је расејано звездано јато у сазвежђу Тукан које се налази на NGC листи објеката дубоког неба.
Деклинација објекта је - 71° 36' 24" а ректасцензија 1h 2m 11,1s. Привидна величина (магнитуда) објекта NGC 361 износи 12,6 а фотографска магнитуда 12,0. NGC 361 је још познат и под ознакама ESO 51-SC12.